# Leonor de la Cueva y Silva
Leonor de la Cueva y Silva (Medina del Campo, 1611-1705) fue una escritora española del Siglo de Oro, considerada una de las más notables poetisas de la época.

## Biografía
Nació en Medina del Campo (Valladolid) a comienzos del siglo XVII. Su primera composición literaria data de 1621. Sus padres fueron Leonor de Silva y Agustín de la Rúa, hidalgos de Medina del Campo. Tuvo varios hermanos, entre ellos un canónigo, Jerónimo de la Rúa, que fue quien guardó el manuscrito en el que se conservan sus poemas. Era sobrina del también dramaturgo Francisco de la Cueva con quien mantuvo relaciones literarias. No consta que se casara y se desconoce la fecha exacta de su muerte, aunque se descubrió el acta de su fallecimiento en 1705.

## Obra

### Poesía
Su corpus poético está formado por cincuenta composiciones recogidas en un único manuscrito y poemas de circunstancias impresos. El tema que predomina en su poesía es el sentimiento amoroso aunque trata también de la muerte de su padre, de su tío o la decadencia de Medina. Destacan sus descripciones sobre la naturaleza o la belleza de la mujer. Su poesía amorosa responde a los cánones de la época en los que oculta su autoría femenina. Posiblemente, son poemas de encargo realizados en el círculo literario en el que se movía.  
Contiene todas las formas métricas del barroco: sonetos, liras, octavas, sextillas y romances. Entre sus romances encontramos un escrito en sayagués, el dialecto burlesco pastoril que empleó en algunas de sus églogas Juan del Encina. Sus temas son variados prevaleciendo el amor como la muerte y la descripción de la naturaleza.
Según explica la Catedrática de Literatura Española Nieves Baranda Leturio «Pocas veces nos parece sentir que la poeta habla de sus propios sentimientos, pero cuando creemos que es así, el tono es siempre dolorido, aunque incluso entonces podríamos estar asistiendo a una impostura poética».
Dedicó un soneto a la muerte de la reina Isabel de Borbón (1645) y otro a la de la reina María Luisa de Orleáns, fallecida en 1689. Aunque de poca originalidad, se tiene a Leonor de la Cueva por una de las más notables poetisas de la época. 

### Teatro
En cuanto a la producción teatral, su única pieza dramática conocida es La firmeza en la ausencia, de la que se conserva el original autógrafo en la Biblioteca Nacional de España, aunque parece que no llegó a subirla nunca a los escenarios. Si se representó, debió ser en alguna casa particular de Madrid. Es una comedia palatina que se desarrolla en la corte del rey Filiberto de Nápoles. Su argumento se puede resumir en las siguientes secuencias: Armensinda y don Juan están enamorados, el rey Filiberto está enamorado de Armensinda, así que envía a don Juan a la guerra. Mientras este está ausente, el rey quiere conquistar a Armensinda, utilizando todas las argucias posibles. Sin embargo, Armensinda se mantiene firme y fiel a don Juan. Don Juan vuelve y el rey termina casándose con una princesa. Su argumento es muy lineal y en ella se encuentra una defensa de las mujeres como firmes en el amor frente a los reproches que se les suelen hacer de ser volubles. Para argumentar esta defensa, nombra a nueve ejemplos de mujeres firmes y fieles de la Antigüedad, entrando la autora en la argumentación propia de la Querella de las mujeres al hacer una relación de mujeres ejemplares. Sin embargo, las protagonistas asumen que la mujer es un ser inferior frente a otros modelos femeninos más independientes y que se fraguan sus propios valores, como los de María de Zayas o Ana Caro de Mallén. 

Es un drama de honor aunque elude el final trágico. Además es vehículo de expresión de la opinión de la autora: es un alegato en defensa de la acusación de falta de firmeza e inconstancia como características femeninas. Esta tesis la explicita la autora por boca de Armensinda, la protagonista, que no solo vence a un rey lujurioso sino que también se mantiene firme ante las sospechas de su amado.
No hay en los hombres verdad.
Miente, Leonor, quien dijere
que a la mujer se prefiere
en firmeza y lealtad.
El final de la obra es un final feliz. En él la autora restablece el equilibrio social devolviendo el decoro perdido al rey. Además enfrenta a dos tipos de personajes antagónicos. Por un lado, Armensinda, mujer desamparada, honesta y virtuosa y por otro, Filiberto un hombre con poder, rey, indecoroso y mudable. Esta trama maniquea  y el argumento lineal sirve para construir una comedia con un mensaje muy claro: la mujer puede ser constante y fiel, pese a lo que se ha dicho siempre de ella.